# It Happened One Night
It Happened One Night is een screwball-komedie uit 1934 onder regie van Frank Capra.
Het scenario van Robert Riskin is gebaseerd op het kortverhaal Night Bus (1933) van Samuel Hopkins Adams.

## Verhaal
Ellie Andrews, verwende dochter van de rijke Alexander Andrews, is getrouwd met de stuntpiloot King Westley. Haar vader mag King echter helemaal niet, en 'ontvoert' zijn dochter naar zijn jacht en wil het huwelijk tussen de twee annuleren. Hierop springt Ellie overboord en zwemt weg om te proberen naar New York te vluchten, terug naar King. Op de bus naar New York komt ze de zopas ontslagen journalist Peter Warne tegen. Echt veel geluk heeft ze niet want op de eerste avond van de rit worden haar koffer en haar geld gestolen.
De volgende ochtend vertrekt de bus zonder haar. Maar wat ze niet weet is dat Peter Warne op haar gewacht heeft. Ze reizen samen verder, want Peter Warne hoopt een spectaculair verhaal over haar te kunnen schrijven in de krant en Ellie heeft zijn hulp nodig om in New York te geraken. Gaandeweg ontwikkelen ze een relatie en geven ze aan elkaar toe dat ze van elkaar houden. 
Maar als Ellie na een misverstand denkt dat Peter bij haar is weggegaan, belt ze haar vader en keert terug naar huis en naar King Westley. Wanneer ze op het punt staat voor de tweede maal met King te trouwen, komt Peter op bezoek bij haar vader om het geld terug te krijgen dat hij onderweg aan diens blutte dochter uitgegeven heeft. Vader Andrews vraagt hem of Peter van zijn dochter houdt, daarop biecht Peter alles aan hem op. Haar vader vertelt het Ellie net op tijd en ze loopt weg van het altaar recht naar haar Peter.

## Rolverdeling
| Acteur            | Personage         |
| ----------------- | ----------------- |
| Claudette Colbert | Ellie Andrews     |
| Clark Gable       | Peter Warne       |
| Walter Connolly   | Alexander Andrews |
| Roscoe Karns      | Oscar Shapeley    |
| Alan Hale         | Danker            |
| Jameson Thomas    | King Westley      |

## Achtergrondinformatie
Deze film was eigenlijk een beetje een ongelukje. Claudette Colbert en Clark Gable moesten als een soort straf bij Columbia Pictures (wat toen in de 'poverty row' hoorde) deze film maken. Niemand had dus eigenlijk zin om deze film te maken. Toch is hij zeer goed geworden, het was trouwens de eerste film die 'The Great Five' van de Academy Awards won: Oscar voor beste film, Oscar voor beste regisseur, Oscar voor beste acteur, Oscar voor beste actrice en Oscar voor beste aangepaste scenario. Alleen One Flew Over the Cuckoo's Nest en The Silence of the Lambs herhaalden later deze krachttoer. 
Deze film gaf ook de voorzet voor de talrijke screwball comedies die in de loop van de jaren dertig en veertig volgden.

## Galerij

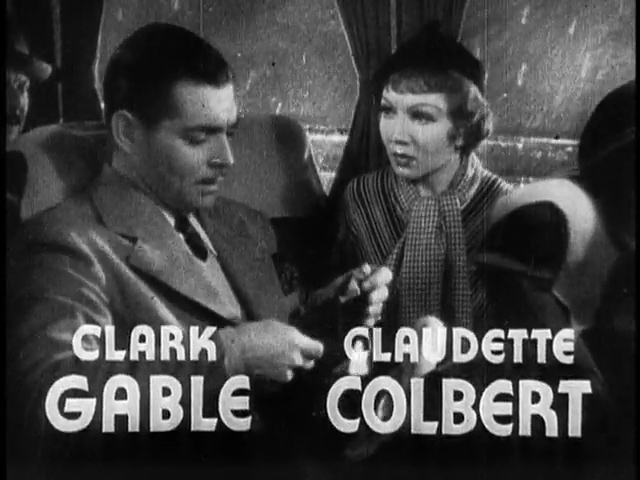
Clark Gable en Claudette Colbert
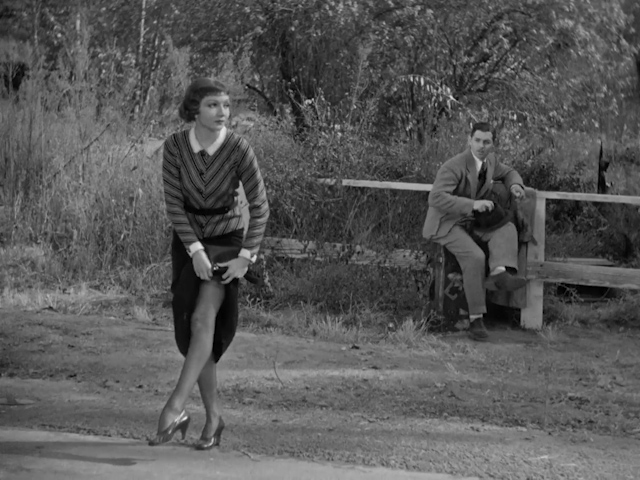
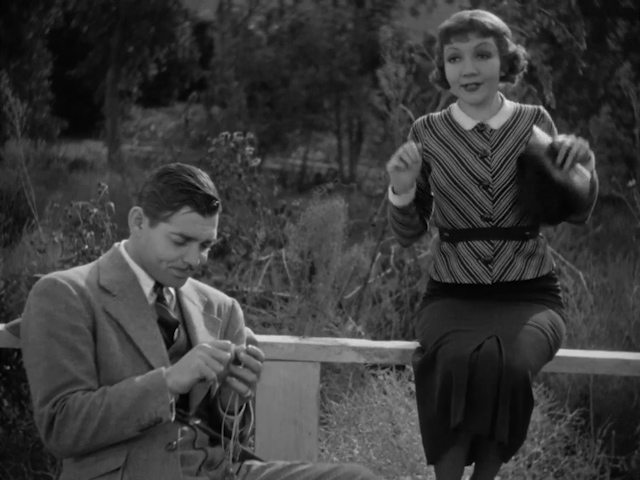
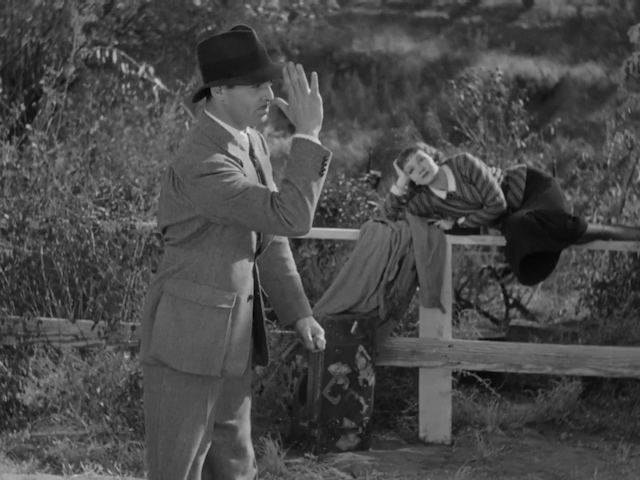